# Deutscher Hängegleiterverband
Der Deutsche Hängegleiterverband e. V. (DHV) mit Sitz in Gmund am Tegernsee ist der Verband der deutschen Gleitschirm- und Drachenflieger und mit 39.000 Mitgliedern und 320 Mitgliedsvereinen der größte Gleitschirm- und Drachenflieger-Verband der Welt. Die Gründung wurde im Jahr 1979 von Peter Janssen initiiert, der 18 Jahre lang Vorsitzender war. Als Verband für die Drachenflieger gestartet, stellen inzwischen die im Jahr 1987 hinzugenommenen Gleitschirmflieger den Großteil der Mitglieder.

## Aufgaben im Beauftragungsumfang
Der DHV ist in Deutschland gemäß § 3 der Verordnung zur Beauftragung von Luftsportverbänden vom 16. Dezember 1993 (BGBl. I S. 2111), zuletzt geändert durch die Verordnung vom 1. Oktober 2001 (BGBl I S. 2638), auch mit der Wahrnehmung der folgenden öffentlichen Aufgaben im Zusammenhang mit der Benutzung des Luftraums durch Hängegleiter und Gleitsegel gem. § 1 Abs. 4 LuftVZO betraut:
1. Erteilung der Erlaubnisse und Berechtigungen für das Luftfahrtpersonal dieser Luftsportgeräte
2. Erteilung der Erlaubnisse für die Ausbildung dieses Luftfahrtpersonals
3. Erteilung der Erlaubnisse zum Starten und Landen mit diesen Luftsportgeräten außerhalb der genehmigten Flugplätze (§ 25 Luftverkehrsgesetz)
4. Aufsicht über den Betrieb von Luftsportgeräten auf Flugplätzen und Geländen, wenn beide ausschließlich dem Betrieb von Luftsportgeräten dienen und soweit nicht ein anderer Beauftragter die Aufsicht führt
5. Erhebung von Kosten nach der Kostenverordnung der Luftfahrtverwaltung in der jeweils gültigen Fassung

Entsprechend ist der DHV nach § 3a der BeauftrV darüber hinaus gleichberechtigt mit dem Deutschen Aero Club e. V. (DAeC) auch für Gleitflugzeuge gem. § 1 Abs. 4 LuftVO zuständig.

## Musterprüfstelle
Nicht im Beauftragungsumfang enthalten ist die Zulassung oder Musterprüfung der entsprechenden Luftsportgeräte sowie die Festlegung der hierfür notwendigen Grundlagen. Letzteres ist Aufgabe des BMVI. Die Musterprüfung für nichtzulassungspflichtige, sogenannte „leichte Luftsportgeräte“, führen dafür von der DAkkS akkreditierte Musterprüfstellen durch. Der DHV betreibt eine dieser Musterprüfstellen, ist hier allerdings nur als „Dienstleister“ tätig und im Grundsatz nicht normgebend.

## Zusätzliche Aufgaben
Darüber hinaus übernimmt der Verband Aufgaben für seine Mitglieder und andere Flieger.
- Die für Mitglieder kostenlose Zeitschrift des DHV, das DHVmagazin, erscheint alle zwei Monate und umfasst 100 Seiten.
- Untersuchung von Unfällen und daraus resultierend die Herausgabe von Unfallberichten.
- Ausgabe von Fluggeräte oder Equipment betreffende Sicherheitsmitteilungen.
- Betreiben eines Internet-Portals mit Forum, Gebrauchtmarkt und weiteren Informationen rund um den Sport
- Aufstellen der deutschen Nationalmannschaften.
- Ausschreibung der deutschen Streckenflugmeisterschaft.
- Gruppenversicherungsverträge für Mitglieder.
- Über das Online-Portal DHV-XC[3] können Daten über aufgezeichnete Flüge ausgetauscht und verglichen werden.

Das Schweizer Pendant zum DHV ist der Schweizerische Hängegleiter-Verband (SHV). In Österreich übernimmt der Österreichische Aero-Club (ÖAeC) diese Aufgaben.